# Soccer Dog: European Cup
Soccer Dog: European Cup is een Amerikaanse film uit 2004 en is het vervolg op Soccer Dog: The Movie. 

## Plot
Bryan MacGreggor krijgt van een advocaat te horen dat hij een 12-jarige zoon heeft wiens moeder net is overleden en waarvoor hij zal moeten opdraaien. Op datzelfde moment ontdekt hij dat zijn hond een voetbaltalent is en daarmee wil Bryan uitpakken tegenover de wereld.

## Cast
- Nick Moran - Bryan MacGreggor
- Jake Thomas - Zach Connolly
- Lori Heuring - Veronica Matthews
- Scott Cleverdon - Alex Foote
- Orson Bean - Mayor Milton Gallagher
- Darren Keefe - William Wallace
- Frank Simons - Dr. Oddlike
- Jack McGee - Knox